# Мађарска на Летњим олимпијским играма 1980.
Мађарска је учествовала на Летњим олимпијским играма одржаним 1980. године у Москви, СССР. На свечаном отварању носилац заставе је био ватерполиста Иштван Сивош. Мађарска је овај пут послала 263 спортиста на олимпијаду, и они су учествовали у двадесет спортских дисциплина.
Олимпијски тим из Мађарске је на овим олимпијским играма се такмичио у двадесет спортских дисциплина и у дванаест дисциплина су освојили укупно тридесет и две медаље: седам златних, десет сребрних и петнаест бронзаних медаља. Олимпијске бодове су освојили у деветнаест дисциплина. Најуспешнији представник Мађарске је био гимнастичар Золтан Мађар (Magyar Zoltán) са освојене две медаље, једна златна и једна бронзана).

## Резултати по спортским гранама
На овој олимпијади су мађарски спортисти у укупно осамнаест различитих спортских дисциплина освојили 234 олимпијска поена.
(највећи број освојених поена и учесника је обележен подебљаним словима)
| Спортска грана | Позиција | Позиција | Позиција | Позиција | Позиција | Позиција | Олимпијски поени | Број учесника | Број учесника | Број учесника |
| Спортска грана | 1.       | 2.       | 3.       | 4.       | 5.       | 6.       | Олимпијски поени | Мушки         | Женске        | Укупно        |
| Рвање          | 2        | 3        | 2        | 2        | 0        | 2        | 45               | 19            | 0             | 19            |
| Скокови у воду | 1        | 2        | 1        | 1        | 2        | 2        | 30               | 11            | 4             | 15            |
| Мачевање       | 0        | 2        | 3        | 0        | 0        | 1        | 23               | 13            | 5             | 18            |
| Кајак и кану   | 1        | 1        | 1        | 1        | 1        | 0        | 21               | 13            | 3             | 16            |
| Дизање тегова  | 1        | 0        | 1        | 0        | 2        | 1        | 18               | 10            | 0             | 10            |
| Гимнастика     | 1        | 0        | 1        | 0        | 2        | 1        | 16               | 6             | 6             | 12            |
| Стрељаштво     | 1        | 0        | 0        | 1        | 1        | 0        | 12               | 13            | 1             | 14            |
| Пентатлон      | 0        | 2        | 0        | 0        | 1        | 0        | 12               | 3             | 0             | 3             |
| Бокс           | 0        | 0        | 2        | 0        | 1        | 0        | 10               | 9             | 0             | 9             |
| Џудо           | 0        | 0        | 2        | 0        | 1        | 0        | 10               | 8             | 0             | 8             |
| Атлетика       | 0        | 0        | 0        | 1        | 2        | 0        | 7                | 15            | 12            | 27            |
| Рукомет        | 0        | 0        | 0        | 2        | 0        | 0        | 6                | 14            | 14            | 28            |
| Ватерполо      | 0        | 0        | 1        | 0        | 0        | 0        | 4                | 11            | 0             | 11            |
| Једрење        | 0        | 0        | 1        | 0        | 0        | 0        | 4                | 7             | 0             | 7             |
| Кошарка        | 0        | 0        | 0        | 1        | 0        | 0        | 3                | 0             | 12            | 12            |
| Веслање        | 0        | 0        | 0        | 0        | 0        | 2        | 2                | 10            | 10            | 20            |
| Стреличарство  | 0        | 0        | 0        | 0        | 1        | 0        | 2                | 2             | 2             | 4             |
| Бициклизам     | 0        | 0        | 0        | 0        | 0        | 0        | 0                | 10            | 0             | 10            |
|                |          |          |          |          |          |          |                  |               |               |               |
| Укупно         | 7        | 10       | 15       | 13       | 13       | 10       | 234              | 182           | 81            | 263           |

### Освојене медаље на ЛОИ
| Освајачи олимпијских медаља за Мађарску на ЛОИ 1980. | |        |
| Медаља                                               | Освајач медаље | Укупно |
| Злато                                                | Золтан Мађар, Карољ Варга, Шандор Владар, Петар Бацако, Ференц Кочиш Норберт Невењи и Кајак и кану (Ц2 м.) | 7      |
| Сребро                                               | Ерне Колцонај, Магда Марош, Тамаш Сомбатхељи, Золтан Верасто, Лајош Рац, Иштван Тот, Јожеф Бала, Кајак и кану (К2 м.) и Пентатлон (екипно м.) | 10     |
| Бронза                                               | Јанош Варади, Иштван Леваји, Ференц Шереш, Иштван Ковач, Имре Гедевари, Тибор Кинчеш, Андраш Ожвар, Золтан Верасто, Ђерђ Салаји, Кајак и кану (К2 ж.), Једрење (екипно м.), Мачевање (екипно м.), Мачевање (екипно ж.), Гимнастика (екипно м.) и Ватерполо репрезентација | 15     |
| Укупно                                               | | 32     |